# 창조 신화
창조 신화(創造神話)는 인류, 지구, 생명, 우주 등의 시초에 대한 초자연적, 신화적, 종교적인 이야기이며, 주로 초월적인 존재인 신이 계획하고 실행한 것으로 묘사된다.
지구상 여러 종교의 창조 이야기는 유사한 주제를 함께 갖고 있다. 세상은 최초의 혼돈으로부터 나뉘고, 남신과 여신이 구분되고, 시간을 초월하고 아무것도 없는 곳이나 영원한 대양으로부터 땅이 떠오르거나 생겨난다. 일반적으로 창조신화는 창조주의라는 방식의 믿음으로 받아들여지며, 이는 과학과 충돌하는 원시적인 시각과 이를 유사과학적으로 왜곡하는 시각, 혹은 과학적 사실들을 받아들여 충돌하지 않으며 조화를 추구하는 방식으로 나뉜다.
여러 종교 단체의 근본주의, 특히 기독교 근본주의는 자신들의 창조 신화가 과학적인 정확성을 갖고 있으며, 기존의 생명과 우주에 대한 과학적인 설명과 대등하거나, 우세하거나, 또는 대체하여야 한다고 주장한다. 이러한 주장들은 정치 및 교육계에서 큰 논쟁의 여지를 갖고 있다. 진화를 비롯한 과학적 사실들이 밝혀진 현대에는, 창조신화는 일종의 신화로 남아있다.

## 목록
- 창조론
- 개천벽지
- 수메르 창조신화
- 에누마 엘리시

## 같이 보기
- 생명의 기원
- 종교인류학
- 대폭발
- 개천벽지
- 창조론
- 창조신
- 종교의 진화 기원
- 대지모신
- 건국 신화
- 유신론